# Astralabe
Astralabe (nacido en otoño de 1116 en Pallet - fallecido el 5 de agosto de 1171 en Hauterive en Fribourg), Astralabius en latín, Astrolabe en francés moderno, fue un canónigo de la diócesis de Nantes convertido en abad de la orden de Cluny e hijo de los célebres amantes Eloísa y Abelardo.

## Biografía

### Un nacimiento escandaloso
Astralabe nació a partir de una relación fuera del matrimonio en otoño de 111 en casa de su tía paterna Denyse que estaba a cargo de la amante embarazada de su padre. Su abuelo paterno es el señor de Pallet, Bérenger, hombre de la corte relacionado con el conde Mathias de Nantes. Cuatro años antes, este abuelo había tomados los hábitos en la abadía de Redon mientras que su abuela paterna se había retirado en compañía de la reina Ermengarde a la Abadía de Fontevraud.
Astralabe nace en circunstancias rocambolescas ya que es fruto de la unión entre Eloísa y Pedro Abelardo. Su madre fue conocida por ser la única mujer que se instruyó en las artes liberales.
Este nacimiento tuvo lugar cuando sus padres no estaban todavía casados. Cuando éstos volvieron a París para regular su matrimonio, el niño fue confiado a Denyse.

### Un nombre esotérico

Astrolabio de Zaragoza probablemente perteneciente a Ahmed el Cincelador expuesto en el Museo Nacional Germano, y contemporáneo a los que estudiaba Pedro Abelardo.

El nombre de Astralabe es la forma antigua de astrolabio, elegido por su madre durante la ausencia de su padre, que había vuelto a París para negociar un acuerdo familiar con el tío y tutor de Eloísa. Es único por su carácter no cristianio y denota la predilección por la Antigua Grecia y las ciencias que Pedro Abelardo incluye en sus enseñanzas de Logica nova. Éste había tenido la oportunidad de conocer a Adelardo de Bath en Laon, un especialista en astrolabios durante un viaje efectuado un año antes de conocer a Eloísa. El astrolabio, que todavía no se usaba para la navegación, era empleado en astrología, que aún tenía el mismo significado que astronomía.
El nombre fue elegido también por significar Puer Dei, es decir, hijo de Dios, resultado del anagrama que forman las letras restantes de Petrus Abaelardus II cuando se extrae Astralabe. Eloísa afirma que desea que la generación futura siga el ejemplo de Jesucristo. Identificando a su retoño como la hipóstasis del Hijo de la Santa Trinidad, crea una alegoría que se encuentra en la oración fúnebre que años más tarde dedica a Abelardo y en sus correspondencias. Si el ser amado, para ella Abelardo, refleja en la tierra la imagen de Jesucristo, ella misma recoge en esta nueva imagen de la Sagrada Familia la imagen de la Paraclet, la primera referencia a un tema que será frecuente en los siguientes años gracias a la poesía cortés por la imagen de la dama amada como consolación del alma.
Este nombre será, pues, en sí mismo, un programa filosófico a contracorriente del gnosticismo y un homenaje a las culturas no evangélicas, tanto de la Grecia Antigua como de Al-Ándalus. De todos modos, el niño fue bautizado bajo la protección de Pedro en honor a su padre.

### Canto por Astralabe
Educado en Bretaña, en el seno de una familia aristocrática, Astralabe pasó su adolescencia en la escuela catedralicia del arzobispado de Nantes, cursando artes liberales y después, estudios superiores. Probablemente aquí recibió las felicitaciones de su padre Pedro Abelardo (ya sexagenario y escolástico de la abadía Sainte-Geneviève de Paris) en forma versificada emulando a la nouvelle Ethique à Nicomaque que incluía el Canto por Astralabe:

Astrolabe hijo mío, dulzura de la vida de un padre
dedícate más a aprender que a enseñar.
Si lo que has aprendido te escapó, deja de aprender.
Quédate atento no al que lo dice sino a lo que se dice.
Primeros consejos del profesor de lógica y exégesis Abelardo a su hijo estudiante.

### Carrera clerical y monástica
Astralabe no consigue la canonjía en Francia a pesar del proceso comenzado en 1144, dos años después de la muerte de su padre, por su madre, que se había convertido en abadesa de la abadía del Paraclet junto a Pedro el Venerable, convertido a su vez en su superior. En cambio, Astralabe la consigue en la catedral de Nantes, que le otorga una prebenda a nombre de su tío paterno Porchaire por la abadía de Buzay cuando éste se retira en 1144.
Algunos años más tarde, durante un golpe de Estado relacionado con la desaparición prematura en Nantes de Godofredo VI de Anjou, Astralabe se exilia, a la abadía de Cherlieu, una filial de Cluny que se encuentra cerca del Paraclet, donde su madre ha enterradu a su padre, pero al otro lado de la frontera. 
De aquí, Astralabe es destinado a finales de 1162 por esta abadía a una filial de la abadía de Hauterive para convertirse en su cuarto abad. Es aquí donde fallece el 5 de agosto de 1171 a la edad de cincuenta y dos años. El aniversario de su fallecimiento todavía es conmemorado con una oración.